# Phorbia
Phorbia är ett släkte av tvåvingar. Phorbia ingår i familjen blomsterflugor.

## Bildgalleri

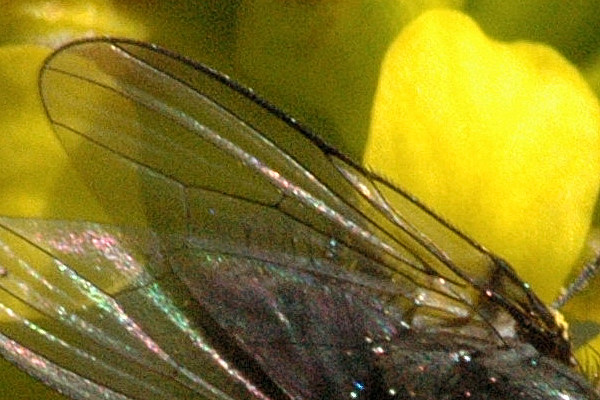
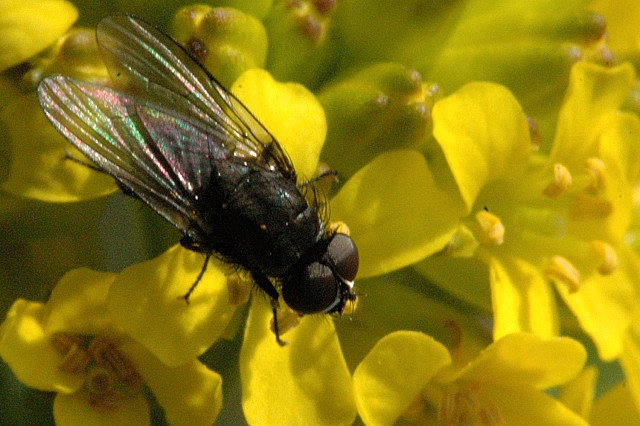
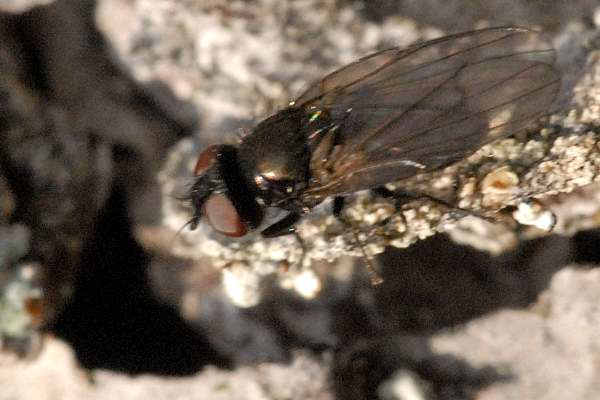
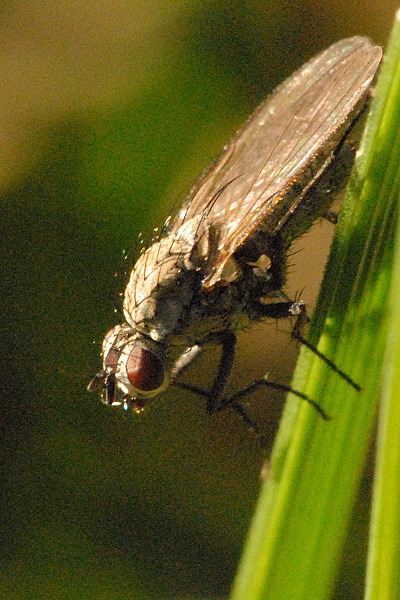
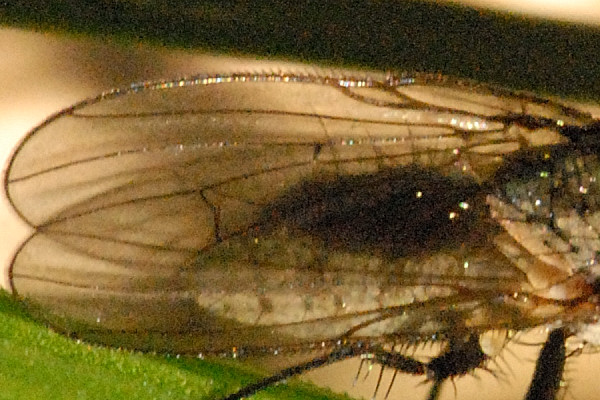
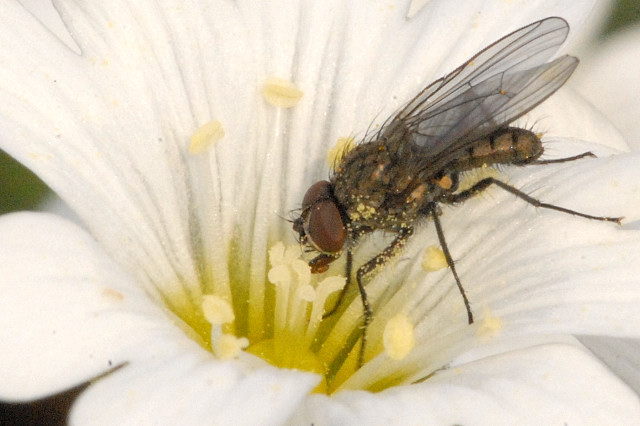

## Dottertaxa tillPhorbia, i alfabetisk ordning[1][2]
- Phorbia acklandi
- Phorbia acrophallosa
- Phorbia angusta
- Phorbia arvensis
- Phorbia asiatica
- Phorbia asymmetrica
- Phorbia atrogrisea
- Phorbia barbicula
- Phorbia bartaki
- Phorbia caesia
- Phorbia claripennis
- Phorbia coronata
- Phorbia cuprea
- Phorbia curvicauda
- Phorbia curvifolia
- Phorbia digitata
- Phorbia dissimilis
- Phorbia erlangshana
- Phorbia falcata
- Phorbia fani
- Phorbia fascicularis
- Phorbia fumigata
- Phorbia funiuensis
- Phorbia gemmullata
- Phorbia geniculata
- Phorbia genitalis
- Phorbia haberlandti
- Phorbia hadyensis
- Phorbia hikosana
- Phorbia hirtella
- Phorbia hispanica
- Phorbia hypandrium
- Phorbia impula
- Phorbia inconspicua
- Phorbia italica
- Phorbia juncorum
- Phorbia kochai
- Phorbia kulai
- Phorbia liturata
- Phorbia lobata
- Phorbia lobatoides
- Phorbia longipalpis
- Phorbia longipilis
- Phorbia masculans
- Phorbia melania
- Phorbia minuscula
- Phorbia minuta
- Phorbia moliniaris
- Phorbia morula
- Phorbia morulella
- Phorbia morulina
- Phorbia nepalensis
- Phorbia nishidai
- Phorbia nitidula
- Phorbia nuceicornis
- Phorbia nuditibia
- Phorbia obliqua
- Phorbia odaesana
- Phorbia omeishanensis
- Phorbia palousiana
- Phorbia pectiniforceps
- Phorbia pegohylemyioides
- Phorbia penicillaris
- Phorbia perssoni
- Phorbia pilicerca
- Phorbia pilostyla
- Phorbia pilostyloides
- Phorbia pityina
- Phorbia polystrepsis
- Phorbia ponti
- Phorbia portensis
- Phorbia rustica
- Phorbia sanctaebarbarae
- Phorbia semicircinata
- Phorbia sepia
- Phorbia seticauda
- Phorbia sho
- Phorbia simplisternita
- Phorbia singularis
- Phorbia sinuata
- Phorbia sombrosa
- Phorbia soyosana
- Phorbia spinicosta
- Phorbia striata
- Phorbia subfascicularis
- Phorbia subsymmetrica
- Phorbia taeguensis
- Phorbia trinitatis
- Phorbia tysoni
- Phorbia unipila
- Phorbia vitripenis
- Phorbia xibeina